# Куруил (село)
Куруил — село в Кувандыкском городском округе Оренбургской области.

## География
Находится на расстоянии примерно 13 километров по прямой на запад-северо-запад от окружного центра города Кувандык.

## Климат
Климат умеренно континентальный. Времена года выражены чётко. Среднегодовая температура по району изменяется от +4,0 °C до +4,8 °C. Самый холодный месяц года — январь, среднемесячная температура около −20,5…−35 °C. Атмосферных осадков за год выпадает от 300 до 450—550 мм, причём большая часть приходится на весенне-летний период (около 70 %). Снежный покров довольно устойчив, продолжительность его, в среднем, 150 дней.

## История
"Основано в 1869 году на земле, купленной у башкир крестьянами Курской губернии". Первоначально обосновалось в двух километрах от нынешнего места, на речке Большая Тутья и именовалось Скоробогатовка — по фамилии одного из первопоселенцев. Позже из-за нехватки воды селение было перенесено на новое место и получило новое название по реке Куруил. До 2016 года было центром Куруильского сельсовета Кувандыкского района, после реорганизации этих муниципальных образований в составе Кувандыкского городского округа.

## Население
Постоянное население составляло 668 человек в 2002 году (русские 52 %, башкиры 35 %), 608 в 2010 году.

## Религия
Православные храмы
- Церковь Димитрия Солунского

Мечети
- Мечеть